# Lee Sun-bin
Lee Sun-bin (eigentlich Lee Jin-kyung (이진경); * 7. Januar 1994 in Cheonan) ist eine südkoreanische Schauspielerin und Sängerin.

## Leben
Im Oktober 2011 wurde Lee Sun-bin als Mitglied und neue Leadsängerin der 2009 gegründeten Girlgroup JQT vorgestellt, in der sie noch unter ihrem Geburtsnamen Jin-kyung auftrat. Nach wenigen Monaten löste sich die Gruppe jedoch bereits im Februar 2012 auf. Nach einem Werbeauftritt mit der Boygroup Teen Top und nicht verwirklichten Plänen für den Eintritt in eine neue Girlgroup im Dezember 2012 verließ Lee Sun-bin ihr bisheriges Management GP Entertainment und nahm Schauspielunterricht.
Ihr Schauspieldebüt gab sie 2015 in einer chinesischen Fernsehserie. 2016 folgten erste kleinere Rollen in koreanischen Film- und Fernsehproduktionen. 2017 spielte Lee Sun-bin größere Fernsehrollen als Ha Ji-ah in der von Überlebenden eines Flugzeugabsturzes handelnden Serie Missing 9 und Yoo Min-young in der Krimiserie Criminal Minds, einer koreanischen Adaption der gleichnamigen US-Serie. 2018 war sie als Deok-hee im Zombiefilm Rampant zu sehen.
2020 hatte Lee Sun-bin zwei Gastauftritte als Heo Hee-young in Folge 1 und 3 der Mystery-Actionserie Unheimliche Gegner. 2021 spielte sie die Hauptrolle in der Actionkomödie Mission: Possible. Eine weitere Hauptrolle folgte 2022 im Drama Air Murder. 2023 wirkte sie im in den 1980er Jahren angesiedelten Drama Boyhood in einer Hauptrolle mit.
Neben ihrer Schauspielkarriere ist Lee Sun-bin auch weiterhin als Sängerin aktiv und veröffentlichte 2017 die Single One Love, die sich jedoch nicht in den Charts platzieren konnte. Sie beteiligte sich zudem am Soundtrack mehrerer Fernsehserien, in denen sie mitspielte. Im Dezember 2018 gab Lee Sun-bin ihre Beziehung mit dem Schauspieler Lee Kwang-soo bekannt.

## Filmografie (Auswahl)
- 2016: Familyhood (Gotbai Singkeul)
- 2016: Another Miss Oh (Tto! O Hae-yeong; Fernsehserie, eine Folge)
- 2016: Entourage (Anturaji; Fernsehserie, eine Folge)
- 2017: Missing 9 (Missing Nain; Fernsehserie, 16 Folgen)
- 2017: Criminal Minds (Keurimineol Maindeu; Fernsehserie, 20 Folgen)
- 2018: The Princess and the Matchmaker (Gung-hap)
- 2018: Rampant (Changgwol)
- 2018: Sketch (Seukechi; Fernsehserie, 16 Folgen)
- 2019: The Great Show (Widaehan Syo; Fernsehserie, 16 Folgen)
- 2020: Team Bulldog: Off-Duty Investigation (Beomwisoosa; Fernsehserie, 12 Folgen)
- 2020: Unheimliche Gegner (Gyeongiroun Somun; Fernsehserie, zwei Folgen)
- 2021: Mission: Possible (mi-syeon pa-seo-beul)
- 2021: Jirisan (Fernsehserie, zwei Folgen)
- 2021–2022: Work Later, Drink Now (Soolkkundoshiyeojadeul; Fernsehserie)
- 2022: Air Murder (Gonggisarin)
- 2023: The Heavenly Idol (Seongseureoun aidol; Fernsehserie, eine Folge)
- 2023: Boyhood (Sonyeonsidae; Fernsehserie, 10 Folgen)